# Óluva Klettskarð
Óluva Elin Klettskarð (* 24. Juni 1965 in Klaksvík) ist eine färöische Lehrerin und Politikerin der nach Unabhängigkeit strebenden, sozialistischen Partei Tjóðveldi.

## Leben
Sie studierte an der Universität der Färöer bis 1991 Geschichte (Exam. art) und bis 1996 färöische Sprache und Literatur (Exam. art). Im Jahr 2000 schloss sie ihre Studien an der Universität Aarhus mit dem dänischen Kandidatsexamen als cand. mag. ab.
Seit 1996 unterrichtet sie Geschichte und Färöisch an den Gymnasien in Hoydalar (Føroya Studentaskúli), auf Eysturoy und in Klaksvík.

### Politik
Óluva Klettskarð ist Mitglied im Gemeinderat in Klaksvík. Des Weiteren saß sie von 2008 bis 2011 als Nachrückerin für Tjóðveldi im färöischen Parlament (Løgting). Außerdem wurde sie Ende August 2008 für kurze Zeit Kulturministerin in der Landesregierung Jóannes Eidesgaard II. Bei der Løgtingswahl am 1. September 2015 kandidierte Óluva Klettskarð für Tjóðveldi und erhielt 333 persönliche Stimmen, schaffte damit aber nicht den Sprung ins Løgting. Über die Nachrückerliste gelangte sie dann als stimmberechtigte Vertreterin für Sirið Stenberg, die in die Landesregierung wechselte, doch noch ins färöische Parlament. Sie ist dort auch Mitglied im Kulturausschuss, im Wohlfahrtsausschuss und im Regierungskontrollausschuss. 

## Familie
Óluva Klettskarð ist die Tochter von Edith und Páll Klettskarð und stammt aus Haraldsund. Sie ist mit Andras Sólstein verheiratet und hat zwei Kinder, darunter der Fußballspieler Páll Klettskarð. Die Familie lebt in Klaksvík.